# Luciano Pavarotti
Luciano Pavarotti (ur. 12 października 1935 w Modenie, zm. 6 września 2007 tamże) – włoski śpiewak operowy (tenor liryczny).
Uważany za jednego z najwybitniejszych śpiewaków XX wieku. Specjalizował się w repertuarze bel canto, szczególnie w operach Belliniego, Donizettiego, Rossiniego i wczesnego Verdiego. Występował na scenach czołowych teatrów operowych świata. Dysponował głosem mocnym, o rozległej skali, sięgającej do d². Do jego repertuaru należały partie tenorowe, m.in. w Napoju miłosnym i Córce pułku Donizettiego, w Rigoletcie i Aidzie Verdiego, w Carmen Bizeta oraz w Tosce i Turandot Pucciniego. Nagrał wiele płyt oraz sfilmowano wiele oper, w których występował; w ciągu swojej kariery sprzedał ponad 100 milionów płyt.
Wielokrotnie współpracował – szczególnie dla celów charytatywnych – z gwiazdami muzyki rozrywkowej, m.in. z Bryanem Adamsem, Jonem Bon Jovi, Andrea Bocellim, Laurą Pausini, Bono i The Edge z grupy U2, Jamesem Brownem, zespołem Deep Purple, Tracy Chapman, Erikiem Claptonem, Céline Dion, Grace Jones, Brianem Eno, Enrique Iglesiasem, Eltonem Johnem, Annie Lennox, Rickym Martinem, Brianem Mayem, George'em Michaelem, Erosem Ramazzotti, Dolores O’Riordan, Darrenem Hayesem, Stingiem, Suzanne Vegą, Caetano Veloso i Zucchero.

## Życiorys

### Rodzina i edukacja
Urodził się 12 października 1935. Był synem Fernando Pavarottiego i Adeli z domu Venturi. Otrzymał imię w hołdzie Lucii, zmarłej córki swojej babki, Giulii Venturi, która zajmowała się Luciano i jego młodszą o pięć lat siostrą, Gabrielą, kiedy ich rodzice pracowali – ojciec był piekarzem, a matka pracowała w manufakturze tytoniowej. Dorastał w kamienicy przy ul. Giardini na przedmieściach Modeny. W 1943 wskutek działań wojennych przeprowadził się z rodziną do Gargallo niedaleko Capri.
Zafascynował się muzyką poważną dzięki ojcu, który zapoznał go z twórczością artystów, takich jak Beniamino Gigli, Giovanni Martinelli, Tito Schipa i Enrico Caruso. Po obejrzeniu występu Gigliego w Modenie zapragnął zostać śpiewakiem operowym. Dorabiał jako chórzysta w operze – był tenorem. Był śmiałym i pewnym siebie dzieckiem, chętnie spędzał czas w towarzystwie sąsiadów i często śpiewał dla nich na podwórzu, przygrywając sobie na mandolinie. Kiedy miał pięć lat, rozpoczął naukę gry na gitarze. Jako dziecko śpiewał w chórze kościelnym, do którego należał także jego ojciec. W 1947 zachorował na zatrucie krwi i pozostawał w śpiączce, ale – mimo niskich rokowań – po siedmiu dniach wyzdrowiał.
Uczył się śpiewu u Luigia Bertazzoniego i partytury u Leone Magiery, który w późniejszych latach był akompaniatorem na jego koncertach. Po ukończeniu nauki w Scuola Magistrale w 1955 podjął studia wokalne w Modenie u profesora Arriga Poli, a dwa i pół roku później – po wyjeździe Poli do Japonii – rozpoczął naukę u profesora Ettore Campogallianiego w Mantui, u którego szkolił się przez kolejne cztery lata. Dorabiał, pracując jako nauczyciel i asystent wychowawcy w szkole podstawowej oraz agent w firmie ubezpieczeniowej.

### Kariera
W 1953 zaśpiewał utwór „Nessun dorma” podczas eksperymentalnej transmisji telewizyjnej na kanale Rai. W 1955 zwyciężył z modeńskim chórem Rossini (kierowanym przez Livia Borriego) w międzynarodowym konkursie. Zaczął też grać pierwsze koncerty.
W 1960 zajął drugie miejsce w finale międzynarodowego konkursu im. Achillesa Periego w Reggio nell’Emilia, a w następnym roku w nim zwyciężył. 29 kwietnia tego samego roku zadebiutował jako Rudolf w Cyganerii Pucciniego wystawianej w tamtejszym Teatro Muncipale. Podczas spektaklu został dostrzeżony przez agenta Alessandro Zilianiego, który zaproponował mu współpracę i wkrótce został jego menedżerem. Dzięki działaniom Zilaniego coraz częściej występował we Włoszech i zagranicą, m.in. zagrał w Traviacie w Belgradzie, następnie zaśpiewał w Staatsoper w Wiedniu oraz w operach w Amsterdamie i Dublinie. W 1962 został obsadzony w roli księcia w Rigoletcie wystawianej w Teatro Massimo w Palermo. Również w 1962 władze Reggio nell’Emilia podpisały umowę partnerską z Bydgoszczą, w ramach której przewidziano wymianę artystyczną, w czego efekcie Pavarotti z resztą zespołu teatralnego wystąpił w 1964 w Bydgoszczy, a także w Toruniu, Grudziądzu i Włocławku. 
W czerwcu 1963 zaśpiewał w Rigoletcie w Dublin Grand Opera Society. Podczas występu został dostrzeżony przez Joan Ingpen z Covent Garden, która zaproponowała mu zajęcie miejsca Giuseppe Di Stefano w wystawianej w Londynie Cyganerii. Również w 1963 po raz pierwszy wystąpił w telewizji, wykonując arię „Che Gelida Manina” z opery La Boheme w talk-show Sunday Night in the London Palladium emitowanym na kanale ITV. W 1964 wystąpił jako Idamantes w operze Idomeneusz, król Krety na Wielkim Festiwalu Operowym w Glyndebourne. W 1965 zadebiutował w La Scali w roli Rodolfo w Cyganerii, do której został zaproponowany przez Herberta von Karajana. W tym samym roku odbył trasę koncertową po Australii (m.in. z Joan Sutherland i Richardem Bonynge’em), gdzie wystąpił w Lunatyczce, Napoju miłosnym, Łucji z Lammermooru i Traviacie. Również w 1965 zadebiutował na amerykańskiej scenie, grając w Łucji z Lammermooru w Miami Opera House. Został także uhonorowany nagrodą Carlotta. W 1967 po raz pierwszy wystąpił w San Francisco Opera (w Cyganerii), a w grudniu tego samego roku zagrał Rudolfa w Cyganerii w Teatrze Miejskim w rodzinnej Modenie. W 1968 zadebiutował w Metropolitan Opera w Nowym Jorku, grając Rudolfa w Cyganerii; podczas drugiego przedstawienia stracił głos i odwołał wszystkie zaplanowane występy, po czym wrócił do Modeny.
Międzynarodowy rozgłos oraz uznanie krytyków i publiczności zyskał w 1973 ciepło przyjętą rolą w Córce pułku w Metropolitan Opera. Po jednym z występów poznał Herberta Breslina, który wkrótce został jego menedżerem i przyczynił się do rozkwitu międzynarodowej sławy Pavarottiego w mediach, m.in. zapewnił mu kontrakt na wieloletnie występy w spotach reklamowych American Express. Jeszcze w tym samym roku zawarł kontrakt na solowe koncerty w Liberty w stanie Missouri. W marcu 1973 wystąpił z recitalem w Carnegie Hall w Nowym Jorku. Następnie zaczął grać kolejne koncerty solowe, podczas których prezentował głównie muzykę włoską, ale też standardy operowe. Powszechną popularność zdobył dzięki transmisjom telewizyjnym jego recitali (m.in. występu w Metropolitan Opera w 1978) i udziałowi w charakterze gościa w programach typu talk-show (m.in. The Tonight Show Johnny’ego Carsona). Po występie w transmitowanej przez stację PBS operze Gioconda Amilcare Ponchiellego w San Francisco jego zdjęcie pojawiło się na okładce jednego z wrześniowych wydań czasopisma „Time” w 1979. W listopadzie tego samego roku wystąpił z recitalem w Teatrze Comunale podczas uroczystości inaugurującej działanie Klubu Operowego im. Luciano Pavarottiego w Carpi; w kolejnych latach powstały jeszcze dwa kluby imienia artysty – w Londynie i Wiedniu. W marcu 1980 poprowadził, transmitowaną przez stację PBS, lekcję śpiewu operowego w Juilliard School. W 1981 zdjęcie Pavarottiego zostało wydrukowane na kolejnej okładce „Time”. W tym samym roku premierę miała książka autobiograficzna pt. „Pavarotti, my own story”.
Zagrał tytułową rolę włoskiego śpiewaka operowego Giorgio Finiego w negatywnie przyjętej komedii Franklina J. Schaffnera Yes, Giorgio (1982) dla wytwórni Metro-Goldwyn-Mayer. Pavarotti uznał występ w filmie za „największy życiowy błąd”. Przychylne recenzje otrzymał za rolę księcia Mantui w filmie Jeana-Pierre’a Ponnelle’a Rigoletto (1982), ekranizacji opery Giuseppe Verdiego i Francesco Marii Piave’a. W 1983 otrzymał tytuł doktora honoris causa William Jewell College. W 1984 zagrał dochodowy koncert w Madison Square Garden, który został nagrany i wyemitowany w telewizji. W sierpniu 1985 zagrał koncert na Piazza Grande w rodzinnej Modenie. W 1986 zagrał koncert na placu Tian’anmen w Chinach, z którego transmisję telewizyjną obejrzało 200 mln widzów. Relacja z pobytu Pavarottiego w Chinach została pokazana w filmie dokumentalnym Dewitta Sage’a Distant Harmony.  W 1989 dyrektor generalny Lyric Opera w Chicago zerwał umowę z artystą z powodu kolejnego odwołania występu – od 1981 Pavarotti odwołał 26 z 41 zakontraktowanych przedstawień w tej operze. Jako reżyser zadebiutował operą Gaetano Donizettiego Faworyta wystawioną premierowo 23 grudnia 1988 w Teatrze Fenice w Wenecji, za którą otrzymał pochwalne recenzje. Równolegle do działalności solowej w latach 80. zaczął promować i przygotowywać do debiutu scenicznego młodsze pokolenie śpiewaków operowych.
W 1990 wydał singiel z arią operową „Nessun dorma” (z opery Turandot Giacoma Pucciniego), który osiągnął sukces komercyjny. Utwór umieścił na albumie studyjnym pt. The Essential Pavarotti (1990), z którym dotarł do pierwszego miejsca na brytyjskiej liście bestsellerów. 7 lipca tego samego roku występem w Termach Karakalli w Rzymie zapoczątkował z Plácido Domingo i José Carrerasem koncerty pod szyldem „Trzej Tenorzy”. 30 lipca 1991 zagrał w Hyde Parku dla ponad 100-tysięcznej publiczności, wśród której zasiedli m.in.książę Karol i księżna Diana. 27 czerwca 1992 zagrał w Madenie pierwszy z cyklicznych koncertów z serii „Pavarotti and Friends”, który był transmitowany przez BBC – stacja zapłaciła 30 tys. dol. za prawo do transmisji wydarzenia. Podczas koncertu śpiewał z wykorzystaniem playbacku, czym wzbudził kontrowersje, a telewizja BBC zażądała od niego zwrotu połowy sumy zapłaconej za prawo do transmisji telewizyjnej. Zapis koncertu został później wydany przez wytwórnię PolyGram na wideokasecie pt. Pavarotti and Friends. W czerwcu 1993 zagrał plenerowy koncert w Central Parku w Nowym Jorku dla 500-tysięcznej widowni, który następnie został wyemitowany w telewizji. W 1994 wypuścił do sprzedaży perfumy „Luciano Pavarotti”. W drugiej połowie lat 90. jego roczny dochód szacowany był na 20 mln dol. W styczniu 1995 zagrał plenerowy koncert na plaży w Miami Beach dla ponad 100-tysięcznej publiczności. W październiku tego samego roku, z okazji swoich 60. urodzin, powrócił do roli Tonia w Córce pułku w Metropolitan Opera. Również w 1995 zagrał koncert w Sali Kongresowej w Warszawie.
W 2004 odwołał koncerty w zaplanowanej pożegnalnej trasie dookoła świata, tym samym kończąc karierę. 10 lutego 2006 zaśpiewał arię Nessun dorma z opery Turandot podczas otwarcia Zimowych Igrzysk Olimpijskich w Turynie. Po przejściu operacji usunięcia raka trzustki w lipcu 2006 przestał występować publicznie.

### Śmierć
W nocy 5 września 2007 jego stan zdrowia uległ nagłemu pogorszeniu. Zmarł następnego dnia ok. 5:00 nad ranem w swoim domu w Modenie, otoczony rodziną.

## Życie prywatne
30 września 1961, po ośmiu latach narzeczeństwa, ożenił się z nauczycielką Aduą Veroni (ur. 21 lutego 1936), z którą miał trzy córki: Lorenzę (ur. 26 października 1962), Cristianę (ur. 8 sierpnia 1964) i Giulianę (ur. 9 stycznia 1967). Z żoną zajmował się kupnem nieruchomości w Modenie. Mieszkał w Saliceta San Giuliano na peryferiach Modeny. W 1974 kupił letnią rezydencję w Pesaro. W 1996 ujawnił, że jest związany ze swoją młodszą o 35 lat  sekretarką Nicolettą Mantovani, dla której porzucił żonę, czym wywołał skandal obyczajowy. Ślub pary odbył się 13 grudnia 2003 w teatrze w Modenie.
Był silnie uduchowiony i religijny. W połowie lat 60. mierzył się z depresją, spowodowaną m.in. jego otyłością.
W grudniu 1975 przeżył wypadek samolotu TWA lecącego z Nowego Jorku do Lugano, który prawie rozbił się podczas lądowania na lotnisku Malpensa .

## Odznaczenia i wyróżnienia
- 1988 – Kawaler Krzyża Wielkiego Orderu Zasługi[91]
- 1980 – Wielki Oficer Orderu Zasługi[92]
- 1976 – Komandor Orderu Zasługi[93]
- 2006 – Honorowe obywatelstwo Sarajewa[94]
- Komandor Orderu Zasługi Kulturalnej[95]
- Oficer Orderu Narodowego Legii Honorowej[95]